# Samantha Lorraine
Samantha Lorraine, född  11 maj 2007 i Los Angeles, är en amerikansk skådespelare.
Lorraine har bland annat medverkat i filmerna The Kid Who Only Hit Homers, The Love Advisor och You Are So Not Invited To My Bat Mitzvah.

## Filmografi (i urval)
- 2021 – The Kid Who Only Hit Homers
- 2023 – The Love Advisor
- 2023 – You Are So Not Invited To My Bat Mitzvah